# Linxia
För andra betydelser, se Linxia (olika betydelser).
Linxia, tidigare stavat Linsia, är en autonom prefektur för hui-folket i provinsen Gansu i nordöstra Kina. Den ligger omkring 65 kilometer sydväst om provinshuvudstaden Lanzhou.

## Administrativ indelning
Linxia är indelat i en stad på häradsnivå, fem härad och två autonoma härad:
| Karta              | Karta                                               | Karta                            | Karta                                           | Karta             | Karta     | Karta                         |
| ------------------ | --------------------------------------------------- | -------------------------------- | ----------------------------------------------- | ----------------- | --------- | ----------------------------- |
|                    |                                                     |                                  |                                                 |                   |           |                               |
| Nr                 | Namn                                                | Kinesiska                        | Pinyin                                          | Befolkning (2020) | Yta (km²) | Befolknings- täthet (inv/km²) |
| Stad på häradsnivå |                                                     |                                  |                                                 |                   |           |                               |
| 1                  | Linxia                                              | 临夏市                           | Línxià shì                                      | 355 968           | 88        | 4 045                         |
| Härad              |                                                     |                                  |                                                 |                   |           |                               |
| 2                  | Linxia                                              | 临夏县                           | Línxià xiàn                                     | 322 628           | 1 212     | 266                           |
| 3                  | Kangle                                              | 康乐县                           | Kānglè xiàn                                     | 255 955           | 1 361     | 188                           |
| 4                  | Yongjing                                            | 永靖县                           | Yǒngjìng xiàn                                   | 180 650           | 1 863     | 97                            |
| 5                  | Guanghe                                             | 广河县                           | Guǎnghé xiàn                                    | 260 596           | 556       | 468                           |
| 6                  | Hezheng                                             | 和政县                           | Hézhèng xiàn                                    | 204 529           | 960       | 213                           |
| Autonoma härad     |                                                     |                                  |                                                 |                   |           |                               |
| 7                  | Dongxiang (för dongxiang-folket)                    | 东乡族自治县                     | Dōngxiāngzú zìzhìxiàn                           | 290 034           | 1 467     | 198                           |
| 8                  | Jishishan (för bonan-, dongxiang- och salar-folken) | 积石山保安族 东乡族 撒拉族自治县 | Jīshíshān bǎo'ānzú dōngxiāngzú sālāzú zìzhìxiàn | 239 390           | 910       | 263                           |

## Klimat
Genomsnittlig årsnederbörd är 617 millimeter. Den regnigaste månaden är juli, med i genomsnitt 161 mm nederbörd, och den torraste är december, med 2 mm nederbörd.